# Der Geist des Lebens
Der Geist des Lebens er en dokumentarfilm fra 2010 instrueret af Deniz Eroglu.

## Handling
På bunden af en skibskiste i et gammelt hus ligger der en stak smalfilmspoler og venter på at fortælle historien om engang, hvor den excentriske rigmand Asger Bøgedahl inviterede syv kunstnere og videnskabsfolk fra hele verden til at deltage i et symposium, hvis formål skulle være at forene kunsten og videnskaben i ét altomfattende værk: en dans, der beskriver hvordan livets ånd fødtes ud af kosmos. En åndsværkets triumf, omsat i materiel form af de bedste hjerner indenfor virkets felter. Og for så vidt ligger den minutiøst detaljerede mise-en-scène i 'Der Geist des Lebens' i naturlig forlængelse af det himmelstræbende projekt, den selv beskriver.